# Prikljutjenija v gorode, kotorogo net
Prikljutjenija v gorode, kotorogo net (ryska: Приключения в городе, которого нет, ungefär: Äventyr i staden som inte finns) är en sovjetisk musikal-crossover från 1974 med karaktärer från olika litterära verk. Filmen är Leonid Netjajevs regidebut på uppdrag av Gosteleradio SSSR.

## Handling
Pionjären Slava Kurotjkin drömmer om rymden. Han studerar aktivt fysik och astronomi, men läser ingen populärlitteratur i ämnet. Av en tillfällighet hamnar han i en fantasistad där kända litterära figurer bor, som Snödrottningen, Pippi Långstrump, Huckleberry Finn och Long John Silver från Skattkammarön.
Tyvärr så bor det inte bara snälla typer i staden − den hemliga handlaren från pjäsen Snödrottningen bestämmer sig för att dra nytta av Slavas okunnighet om böcker för att "förvandla svart till vitt, och vitt till svart ..." och med hjälp av andra onda figurer underkasta sig läsare runt om i världen. Men hjältar kommer pojken till hjälp, och tillsammans med sina vänner lyckas Slava besegra rådgivaren och hans hantlangare.

## Rollista

### Protagonister
- Jevgenij Gorjatjev − Slava Kurotjkin, läsare
- Igor Anisimov − Timur Garajev (från boken "Timur och hans gäng")
- Vjatjeslav Baranov − Gavrosj (röst av Agar Vlasova ) (från boken "Samhällets olycksbarn")
- Alexander Plusjev − Petia Batjej (från boken "Ett vitt och ensamt segel")
- Alexander Pokko − Gavrik (röst av Nadezjda Podjapolskaja) (från boken "Ett vitt och ensamt segel")
- Tatiana Prusakova − Pippi Långstrump (från boken "Pippi Långstrump")
- Igor Ambrazjevitj − Tom Sawyer (från boken "Tom Sawyers äventyr")
- Igor Kondratovitj − Huckleberry Finn (från boken "Tom Sawyers äventyr")
- Irina Sjilkina − Gerda (från G. H. Andersens berättelse "Snödrottningen")
- Nikolaj Grinko − Don Quijote (röst av Artiom Karapetian) (från boken "Don Quijote")
- Michail Satjuk − Osynliga Dima (från boken med samma namn av V. Korostyljov och M. Lvovskij)
- Alexander Pjatkov − Mitrofanusjka (från pjäsen "Nedorosl")
- Fedor Chramtsov − Prosperos vapensmed (från boken "Tri tolstiaka")
- Galina Linnik − Somova

### Antagonister
- Valentīns Skulme − handelsrådgivare (röst av Zinovij Gerdt) (från pjäsen "Snödrottningen" av E. Schwartz)
- Gediminas Karka − polisinspektör Zjaver (från boken "Les Miserables")
- Valerij Nosik − agent "Mustasch" (från boken "Ett vitt och ensamt segel")
- Leonid Kanevskij − kapten Bonaventure (från boken "Tri tolstiaka")
- Ivan Pereverzev − John Silver (från boken "Skattkammarön")
- Igor Gusjtjin − "Figur" (från boken "Timur och hans gäng")
- Leonid Krjuk − lång pirat
- Vadim Alexandrov − kort pirat
- Rostislav Sjmyrjov − general
- Valentin Bukin − ägaren till en piratkrog
- Stefania Stanjuta − Moster Polly (från boken "Tom Sawyers äventyr")